# Рашклифф
Рашклифф (англ. Rushcliffe) — неметрополитенский район (англ. non-metropolitan district) в церемониальном графстве Ноттингемшир в Англии. Административный центр — город Уэст-Бриджфорд.

## География
Район расположен в южной части графства Ноттингемшир, на юге граничит с графством Лестершир, на севере примыкает к Ноттингему.

## Состав
В состав района входят 3 города (Бингам, Котгрейв, Уэст-Бриджфорд) и множество деревень, включая Готем.